# Paraclius apicalis
Paraclius apicalis är en tvåvingeart som beskrevs av Octave Parent 1954. Paraclius apicalis ingår i släktet Paraclius och familjen styltflugor.
Artens utbredningsområde är Costa Rica. Inga underarter finns listade i Catalogue of Life.